# Рене Робер Кавельє де ла Саль
Рене́ Робе́р Кавельє́ де ла Саль (фр. René Robert Cavelier de La Salle; 22 листопада 1643 — 19 березня 1687) — французький мандрівник, здійснив низку подорожей в область Великих озер, вперше перетнув внутрішню частину Північної Америки з півночі на південь. Заснував французьку колонію Луїзіану.  Місто в американському штаті Іллінойс названо на його честь.

## Молодість
Народився 22 листопада у Руані. Батько його був купцем, який торгував сукном. З дитинства він не мав схильності до купецької справи, тому відали його в єзуїтську школу. Його бажанням було відправитися у Нову Францію (Канаду) місіонером, але Роберта відправили в Алансон викладати математику у місцевому єзуїтському коледжі. Через деякий час, по смерті батька, Кавельє розірвав свої стосунки з єзуїтами та вирушив до Канади. Туди Робер прибув у 1668 році.

## Подорожі Кавельє

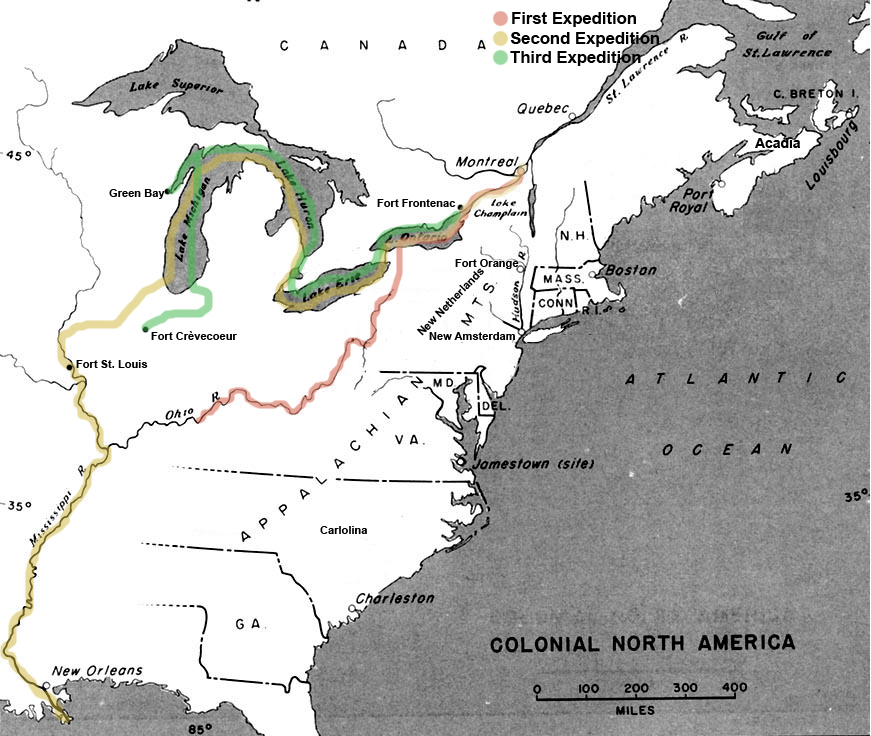
Подорожі Рене Робера Кавельє де ла Саля

Спочатку де ла Саль оселився у Монреалі. Тут він отримав земельний наділ й стає орендарем. Але цього для Кавельє було замало. Робер займався також торгівлею хутром, відвідував індіанські поселення, знайомився з їх звичаями, вивчав індіанські мови, збирав відомості про річки та озера.
6 липня 1669 року ла Саль вирушив у перший похід за хутрами й дійшов до озера Онтаріо. Але метою його була річка Огайо (з індіанської «красива річка») Пішовши вдовж берега Онтаріо і перебравшись через р. Ніагара, Кавельє зустрів в одному з індіанських поселень Луї Жольє, який займався пошуками міді. Від Жольє Кавельє де ла Саль почув, що на заході знаходиться велика річка. Після цього Робер вирушив на південний захід. Тут він знайшов Огайо, пішов униз за течією. Цього часу супутники залишили Робера самого, без харчів, пороху, куль. При цьому наближалася зима. Два роки мандрував ла Саль у лісах. За цей час він вивчив мову ірокезів.
Повернувшись у Монреаль, Кавельє знову зібрався у подорож, на пошуки великої річки. Під час другої мандрівки Робер дійшов до Великих озер, побував на озерах Ері, Гурон, Мічиган, побував у затоці Грін-Бей, потім перетнув вододіл і в 1671 році спустився до річки Іллінойс. Ця подорож спонукала Робера Кавельє до думки щодо колонізації цих земель. Цю ідею підтримав губернатор Нової Франції граф де Фронтенак. Було вирішено побудувати форт у гирлі річки Катараква, поблизу північних берегів Онтаріо. Ціла флотилія зі 120 індіанських пірог з добре озброєними вояками на чолі із губернатором відправилася у похід. У середині червня 1672 року експедиція висадилася у бухті на північному березі озера Онтаріо. Тут було засновано французький форт Фронтенак.
Але ла Саля не покидала думка щодо великої річки — Міссісіпі. Там уже побував Жольє, але зустрів іспанців. За ідеєю Кавальє, необхідно було закріпити всю територію навколо Міссісіпі за Францією. Це пов'язало б Нову Францію з Карибським басейном, французькими Антильськими островами. Але у Монреалі він зустрів спротив єзуїтів і торговців хутром. Тому Робер вирушив у Францію, щоб домогтися аудієнції у короля. Він зміг досягти її, отримав права сеньйора, став дворянином (завдяки хабареві 8 тисяч ліврів).
У 1678 році Робер Кавельє де ла Саль вирушив у новий похід. На кораблі «Грифон» через озера Ері та Гудзон досяг озера Мічиган. Після цього навантажений хутром корабель повернув до Ніагари. А ла Саль з 20 вояками вирушив далі на південь. Нарешті загін досяг річки Іллінойс, збудувавши там форт. Перезимувавши в ньому, навесні ла Саль повернувся у Монреаль. Але кредитори розорили його. Тоді Робер повернувся у форт на річці Іллінойс, щоб забрати інше хутром зі складів, але його пограбували залишені у форті солдати. Водночас іллінойські індіанці почали ворожі дії проти французів. І все ж таки Робер Кавельє зумів замиритися з індіанцями, відбудувати форти, 13 лютого 1681 року спустився до Міссісіпі й вийшов до її гирла. По шляху експедиції, в індіанських селищах, встановлювали стовпи з написами про те, що місцевість належить королю Франції. Вийшовши до Мексиканської затоки Роберт Кавельє де ла Саль оголосив усю цю землю володінням короля Франції й назвав на його честь — Луїзіаною.
Коли Ла Саль повернувся до Монреаля, то зустрів тут нового губернатора Нової Франції, ла Барра, який ворожо поставився до Кавельє. Тоді він знову вирушив у Францію — до Людовика XIV, який підтримав ла Саля і призначив губернатором нової колонії. 24 липня 1684 року з порту Ла-Рошель вийшла флотилія, яка через 5 місяців досягла Флориди. Але тут розпочалися невдачі. Кавельє не зміг у тумані відшукати гирло Міссісіпі. Почався конфлікт з капітаном флотилії Боже. Колоністи висадилися на березі, вирішивши шукати Міссісіпі по суходолу. Капітан Боже з усіма охочими повернувся у Францію. Восени побудували форт Сен-Луї. Почалися пошуки річки Міссісіпі. Її не могли знайти, бо були на території теперішнього Техасу, у бухті біля річки Колорадо, за сотні миль від Міссісіпі. Постійне незадоволення поселенців вилилося у вбивство Кавельє ла Саля 19 березня 1687 року купцем Дюо та колоністом Ліото, які свою чергу теж невдовзі були вбиті.

Розширення Нової Франції у 1534—1763 рр.

Зусилля Кавельє ла Саля не були марні. У 1697 році його проєкт реалізував Лемуан д'Ібервіль, а у 1718 році у дельті Міссісіпі засновано місто Новий Орлеан.
Історія походу Рене Робера Кавельє де ла Саля по Міссісіпі була викладена його супутником Жутелем у «Історичному щоденнику останньої подорожі покійного М. де ла Саля» 1723 року.